# After Hours til Dawn Tour
After Hours til Dawn Tour, anteriormente intitulada The After Hours Tour, é a atual sétima turnê do cantor e compositor canadense The Weeknd. A primeira, segunda, terceira e quarta etapa da turnê, entre 2022 e 2024, serviram de apoio ao quarto e ao quinto álbum de estúdio de The Weeknd, After Hours (2020) e Dawn FM (2022). A quinta etapa, em 2025, servirá de apoio a esses dois álbuns e também ao sexto álbum de The Weeknd, Hurry Up Tomorrow, ou seja, englobando os três álbuns naquilo que The Weeknd anunciou como sendo uma trilogia, sendo que o cantor já interpretou alguns temas deste último álbum na quarta etapa da turnê. 
A turnê estava originalmente programada para começar em 11 de junho de 2020 em Vancouver, no Canadá, e terminar em 16 de novembro em Londres, Inglaterra. No entanto, devido à preocupações com a vigente pandemia de COVID-19 e restrições em arenas, todas as datas originais foram adiadas, e posteriormente canceladas, em favor de uma turnê exclusivamente em estádios, e canceladas uma segunda vez em 2021.
A rapper e cantora estadunidense Doja Cat estava originalmente programada para se apresentar como ato de abertura na América do Norte, mas desistiu devido a uma cirurgia nas amígdalas. Ela foi substituída pelo DJ canadense Kaytranada, pela cantora sueca Snoh Aalegra, e pelo produtor musical estadunidense Mike Dean.

## Antecedentes

Pôster original da turnê The After Hours Tour, inicialmente planejada para 2020 em arenas.

Ao final de 2019, após singles colaborativos e meses ausentes das redes sociais, The Weeknd anunciou seu retorno à música e deu início às atividades de seu quarto álbum, lançando "Heartless" e "Blinding Lights" como faixas de trabalho iniciais. Em 18 de fevereiro de 2020, o título do disco foi oficialmente anunciado como After Hours e sua data de lançamento marcada para 20 de março, em conjunto com a sua capa, o início da pré-venda e o lançamento da faixa-título como single promocional. Dois dias depois, a turnê em apoio a After Hours foi oficialmente anunciada. Intitulada The After Hours Tour, a digressão será promovida pela Live Nation Entertainment e percorreria arenas na América do Norte e na Europa ao longo de 57 apresentações, com a primeira leva começando em 11 de junho de 2020 na Rogers Arena em Vancouver, Canadá, e terminando em 3 de setembro de 2020 no Madison Square Garden em Nova Iorque, Estados Unidos. A etapa norte-americana contará com abertura da cantora Sabrina Claudio e do rapper Don Toliver. A etapa europeia teria início em 11 de outubro seguinte na The O2 Arena em Londres, Inglaterra, onde outros três shows serão feitos, e término em 12 de novembro na AccorHotels Arena em Paris, França, passando também pela Alemanha com quatro datas, pela Bélgica e Países Baixos. Claudio e o cantor Black Atlass servirão de abertura na Europa.
Devido à pandemia de COVID-19, a turnê foi reagendada para somente em 12 de junho de 2021 em Vancouver. Ingressos adquiridos para as datas originalmente marcadas serão mantidos para as novas, com o concerto no Smoothie King Center em Nova Orleans sendo cancelado por incompatibilidade de agenda. Posteriormente, um novo itinerário foi anunciado em 3 de fevereiro de 2021 com uma série de novas datas, tanto na América do Norte quanto na Europa, desta vez iniciando em 14 de janeiro de 2022 também em Vancouver, à frente de sua apresentação no show do intervalo do Super Bowl.
Em outubro de 2021, The Weeknd anunciou um novo planejamento para a turnê. Diferentemente dos anteriores, a nova turnê, agora intitulada After Hours til Dawn Stadium Tour, passará por estádios em vez de arenas devido às restrições dos locais e a demanda por mais shows. O título resultou da incorporação de elementos de seu futuro quinto álbum de estúdio; conforme revelado no pôster promocional, a turnê contará com apresentações em todos os continentes, bem como a região do Oriente Médio. As datas foram oficialmente anunciadas em 3 de março de 2022 e contarão com apresentações em estádios de futebol nos Estados Unidos e Canadá. O início está marcado para 8 de julho de 2022 no Rogers Centre em Toronto, Canadá, e a etapa norte-americana encerrando-se em 2 de setembro seguinte no SoFi Stadium em Inglewood, Califórnia, Estados Unidos. A rapper e cantora Doja Cat abrirá os shows desta fase, com datas nos outros países a serem anunciadas.

## Palco e estética
De acordo com um comunicado de imprensa à revista Variety, a After Hours til Dawn Tour "verá a produção mais ambiciosa [de the Weeknd] até hoje, refletindo a jornada criativa que continua a se desdobrar para ambos [After Hours e Dawn FM], criando mundos dentro de mundos, como temos todos assistido em várias apresentações televisivas, videoclipes e curtas-metragens, dando vida a essas duas primeiras peças de sua trilogia." Em entrevista à mesma revista, o diretor criativo de the Weeknd, La Mar Taylor, explicou em entrevista à Variety que a turnê seria teatral e conceitual. "Há uma história linear entre After Hours e Dawn FM, e acho que o público vai sair com diferentes interpretações do show. Para nós, esse é o ponto principal."

## Repertório
Este repertório é representativo do show de 14 de julho de 2022, na Filadélfia, Estados Unidos. Ele não representa todas as datas da turnê.
1. "Alone Again"
2. "Gasoline"
3. "Sacrifice" (Remix)
4. "How Do I Make You Love Me?"
5. "Can't Feel My Face"
6. "Take My Breath"
7. "Hurricane"
8. "The Hills"
9. "Often"
10. "Crew Love"
11. "Starboy"
12. "Heartless"
13. "Low Life"
14. "Or Nah"
15. "Kiss Land"
16. "Party Monster"
17. "Faith"
18. "After Hours"
19. "Out of Time"
20. "I Feel It Coming"
21. "Die for You"
22. "Is There Someone Else?"
23. "I Was Never There"
24. "Wicked Games"
25. "Call Out My Name"
26. "The Morning"
27. "Save Your Tears"
28. "Less Than Zero"
29. "Blinding Lights"

## Datas
| Data                                       | Cidade                     | País                       | Local                           | Atos de abertura           | Público                      | Receita                    |
| Etapa 1 - América do Norte                 | Etapa 1 - América do Norte | Etapa 1 - América do Norte | Etapa 1 - América do Norte      | Etapa 1 - América do Norte | Etapa 1 - América do Norte   | Etapa 1 - América do Norte |
| ------------------------------------------ | -------------------------- | -------------------------- | ------------------------------- | -------------------------- | ---------------------------- | -------------------------- |
| 14 de julho de 2022                        | Filadélfia                 | Estados Unidos             | Lincoln Financial Field         | Kaytranada Mike Dean       | 46.486 / 46.486 (100%)       | US$5.131.280               |
| 16 de julho de 2022                        | East Rutherford            | Estados Unidos             | MetLife Stadium                 | Kaytranada Mike Dean       | 54.703 / 54.703 (100%)       | US$9.890.367               |
| 21 de julho de 2022                        | Foxborough                 | Estados Unidos             | Gillette Stadium                | Kaytranada Mike Dean       | 48.993 / 48.993 (100%)       | US$6.278.792               |
| 24 de julho de 2022                        | Chicago                    | Estados Unidos             | Soldier Field                   | Kaytranada Mike Dean       | 48.887 / 48.887 (100%)       | US$7.961.796               |
| 27 de julho de 2022                        | Detroit                    | Estados Unidos             | Ford Field                      | Kaytranada Mike Dean       | 45.609 / 45.609 (100%)       | US$4.985.501               |
| 30 de julho de 2022                        | Landover                   | Estados Unidos             | FedExField                      | Kaytranada Mike Dean       | 40.175 / 40.175 (100%)       | US$5.929.460               |
| 4 de agosto de 2022                        | Tampa                      | Estados Unidos             | Raymond James Stadium           | Kaytranada                 | 49.941 / 49.941 (100%)       | US$6.116.238               |
| 6 de agosto de 2022                        | Miami Gardens              | Estados Unidos             | Hard Rock Stadium               | Kaytranada Mike Dean       | 45.142 / 45.142 (100%)       | US$6.470.071               |
| 11 de agosto de 2022                       | Atlanta                    | Estados Unidos             | Mercedes-Benz Stadium           | Snoh Aalegra Mike Dean     | 46.836 / 46.836 (100%)       | US$6.539.838               |
| 14 de agosto de 2022                       | Arlington                  | Estados Unidos             | AT&T Stadium                    | Snoh Aalegra Mike Dean     | 49.783 / 49.783 (100%)       | US$8.043.625               |
| 18 de agosto de 2022                       | Denver                     | Estados Unidos             | Empower Field at Mile High      | Kaytranada Mike Dean       | 51.472 / 51.472 (100%)       | US$6.307.858               |
| 20 de agosto de 2022                       | Las Vegas                  | Estados Unidos             | Allegiant Stadium               | Kaytranada Mike Dean       | 44.321 / 44.321 (100%)       | US$8.267.750               |
| 23 de agosto de 2022                       | Vancouver                  | Canadá                     | BC Place                        | Kaytranada Mike Dean       | 41.219 / 41.219 (100%)       | US$4.898.562               |
| 25 de agosto de 2022                       | Seattle                    | Estados Unidos             | Lumen Field                     | Snoh Aalegra Mike Dean     | 51.556 / 51.556 (100%)       | US$7.071.186               |
| 27 de agosto de 2022                       | Santa Clara                | Estados Unidos             | Levi's Stadium                  | Snoh Aalegra Mike Dean     | 49.227 / 49.227 (100%)       | US$9.599.671               |
| 30 de agosto de 2022                       | Glendale                   | Estados Unidos             | State Farm Stadium              | Kaytranada Mike Dean       | 53.969 / 53,969 (100%)       | US$6.200.909               |
| 2 de setembro de 2022                      | Inglewood                  | Estados Unidos             | SoFi Stadium                    | Kaytranada Mike Dean       | 49.324 / 49.324 (100%)       | US$11.132.108              |
| 22 de setembro de 2022                     | Toronto                    | Canadá                     | Rogers Centre                   | Kaytranada Mike Dean       | 87.101 / 87.101 (100%)       | US$10.231.250              |
| 23 de setembro de 2022                     | Toronto                    | Canadá                     | Rogers Centre                   | Kaytranada Mike Dean       | 87.101 / 87.101 (100%)       | US$10.231.250              |
| 26 de novembro de 2022                     | Inglewood                  | Estados Unidos             | SoFi Stadium                    | Kaytranada Mike Dean       | 97.691 / 97.691 (100%)       | US$17.620.155              |
| 27 de novembro de 2022                     | Inglewood                  | Estados Unidos             | SoFi Stadium                    | Kaytranada Mike Dean       | 97.691 / 97.691 (100%)       | US$17.620.155              |
| Etapa 2 - Europa                           |                            |                            |                                 |                            |                              |                            |
| 6 de junho de 2023                         | Algés                      | Portugal                   | Passeio Marítimo de Algés       | Kaytranada Mike Dean       | —                            | —                          |
| 10 de junho de 2023                        | Manchester                 | Reino Unido                | Etihad Stadium                  | Kaytranada Mike Dean       | —                            | —                          |
| 14 de junho de 2023                        | Horsens                    | Dinamarca                  | Nordstern Arena                 | Kaytranada Mike Dean       | —                            | —                          |
| 17 de junho de 2023                        | Estocolmo                  | Suécia                     | Tele2 Arena                     | Kaytranada Mike Dean       | —                            | —                          |
| 18 de junho de 2023                        | Estocolmo                  | Suécia                     | Tele2 Arena                     | Kaytranada Mike Dean       | —                            | —                          |
| 20 de junho de 2023                        | Oslo                       | Noruega                    | Telenor Arena                   | Kaytranada Mike Dean       | —                            | —                          |
| 23 de junho de 2023                        | Amsterdã                   | Países Baixos              | Johan Cruijff Arena             | Kaytranada Mike Dean       | —                            | —                          |
| 24 de junho de 2023                        | Amsterdã                   | Países Baixos              | Johan Cruijff Arena             | Kaytranada Mike Dean       | —                            | —                          |
| 28 de junho de 2023                        | Dublin                     | Irlanda                    | Marlay Park                     | Kaytranada Mike Dean       | —                            | —                          |
| 2 de julho de 2023                         | Hamburgo                   | Alemanha                   | Volkspark Stadion               | Kaytranada Mike Dean       | —                            | —                          |
| 4 de julho de 2023                         | Dusseldorf                 | Alemanha                   | Merkur Spiel-Arena              | Kaytranada Mike Dean       | 45,326 / 45,326 (100%)       | US$4,549,803               |
| 7 de julho de 2023                         | Londres                    | Reino Unido                | Estádio Olímpico de Londres     | Kaytranada Mike Dean       | —                            | —                          |
| 8 de julho de 2023                         | Londres                    | Reino Unido                | Estádio Olímpico de Londres     | Kaytranada Mike Dean       | —                            | —                          |
| 11 de julho de 2023                        | Bruxelas                   | Bélgica                    | Estádio Rei Balduíno            | Kaytranada Mike Dean       | —                            | —                          |
| 12 de julho de 2023                        | Bruxelas                   | Bélgica                    | Estádio Rei Balduíno            | Kaytranada Mike Dean       | —                            | —                          |
| 14 de julho de 2023                        | Frankfurt                  | Alemanha                   | Deutsche Bank Park              | Kaytranada Mike Dean       | —                            | —                          |
| 18 de julho de 2023                        | Madrid                     | Espanha                    | Estádio Metropolitano de Madrid | Kaytranada Mike Dean       | —                            | —                          |
| 20 de julho de 2023                        | Barcelona                  | Espanha                    | Estádio Olímpico Lluís Companys | Kaytranada Mike Dean       | —                            | —                          |
| 22 de julho de 2023                        | Nice                       | França                     | Allianz Riviera                 | Kaytranada Mike Dean       | —                            | —                          |
| 23 de julho de 2023                        | Nice                       | França                     | Allianz Riviera                 | Kaytranada Mike Dean       | —                            | —                          |
| 26 de julho de 2023                        | Milão                      | Itália                     | Ippodromo Snai La Maura         | Kaytranada Mike Dean       | —                            | —                          |
| 27 de julho de 2023                        | Milão                      | Itália                     | Ippodromo Snai La Maura         | Kaytranada Mike Dean       | —                            | —                          |
| 29 de julho de 2023                        | Paris                      | França                     | Stade de France                 | Kaytranada Mike Dean       | —                            | —                          |
| 30 de julho de 2023                        | Paris                      | França                     | Stade de France                 | Kaytranada Mike Dean       | —                            | —                          |
| 1 de agosto de 2023                        | Bordeaux                   | França                     | Stade Matmut Atlantique         | Kaytranada Mike Dean       | —                            | —                          |
| 4 de agosto de 2023                        | Munique                    | Alemanha                   | Estádio Olímpico de Munique     | Kaytranada Mike Dean       | —                            | —                          |
| 6 de agosto de 2023                        | Praga                      | Chéquia                    | Letňany Airport                 | Kaytranada Mike Dean       | —                            | —                          |
| 9 de agosto de 2023                        | Varsóvia                   | Polônia                    | Estádio Nacional de Varsóvia    | Kaytranada Mike Dean       | —                            | —                          |
| 12 de agosto de 2023                       | Tallinn                    | Estônia                    | Tallinn Song Festival Grounds   | Kaytranada Mike Dean       | —                            | —                          |
| 18 de agosto de 2023                       | Londres                    | Reino Unido                | Estádio de Wembley              | Kaytranada Mike Dean       | —                            | —                          |
| Etapa 3 - América Latina                   |                            |                            |                                 |                            |                              |                            |
| 26 de setembro de 2023                     | Monterrey                  | México                     | Estádio BBVA                    | Kaytranada Mike Dean       | —                            | —                          |
| 29 de setembro de 2023                     | Cidade do México           | México                     | Foro Sol                        | Kaytranada Mike Dean       | —                            | —                          |
| 30 de setembro de 2023                     | Cidade do México           | México                     | Foro Sol                        | Kaytranada Mike Dean       | —                            | —                          |
| 4 de outubro de 2023                       | Bogotá                     | Colômbia                   | Estádio El Campín               | Kaytranada Mike Dean       | —                            | —                          |
| 7 de outubro de 2023                       | Rio de Janeiro             | Brasil                     | Estádio Olímpico Nilton Santos  | Kaytranada Mike Dean       | —                            | —                          |
| 10 de outubro de 2023                      | São Paulo                  | Brasil                     | Allianz Parque                  | Kaytranada Mike Dean       | —                            | —                          |
| 11 de outubro de 2023                      | São Paulo                  | Brasil                     | Allianz Parque                  | Kaytranada Mike Dean       | —                            | —                          |
| 15 de outubro de 2023                      | Santiago                   | Chile                      | Estádio Municipal de La Florida | Kaytranada Mike Dean       | —                            | —                          |
| 16 de outubro de 2023                      | Santiago                   | Chile                      | Estádio Municipal de La Florida | Kaytranada Mike Dean       | —                            | —                          |
| 18 de outubro de 2023                      | Buenos Aires               | Argentina                  | Estádio River Plate             | Kaytranada Mike Dean       | —                            | —                          |
| 19 de outubro de 2023                      | Buenos Aires               | Argentina                  | Estádio River Plate             | Kaytranada Mike Dean       | —                            | —                          |
| 22 de outubro de 2023                      | Lima                       | Peru                       | Estádio Universidad San Marcos  | Kaytranada Mike Dean       | —                            | —                          |
| 25 de outubro de 2023                      | Guadalajara                | México                     | Estádio Akron                   | Kaytranada Mike Dean       | —                            | —                          |
| Show de anúncio do álbum Hurry Up Tomorrow |                            |                            |                                 |                            |                              |                            |
| 7 de setembro de 2024                      | São Paulo                  | Brasil                     | Estádio MorumBIS                | Mike Dean DJ Guuga         | —                            | —                          |
| Etapa 4 - Austrália                        |                            |                            |                                 |                            |                              |                            |
| 5 de outubro de 2024                       | Melbourne                  | Austrália                  | Marvel Stadium                  | Mike Dean Chxrry22         | —                            | —                          |
| 6 de outubro de 2024                       | Melbourne                  | Austrália                  | Marvel Stadium                  | Mike Dean Chxrry22         | —                            | —                          |
| 22 de outubro de 2024                      | Sidney                     | Austrália                  | Marvel Stadium                  | Mike Dean Chxrry22         | —                            | —                          |
| 23 de outubro de 2024                      | Sidney                     | Austrália                  | Marvel Stadium                  | Mike Dean Chxrry22         | —                            | —                          |
| Etapa 5 - América do Norte                 |                            |                            |                                 |                            |                              |                            |
| Total                                      | Total                      | Total                      | Total                           | Total                      | 3.489.612 / 3.489.612 (100%) | US$386.325.455             |